# Võlla raba
Võlla raba är en mosse i Audru kommun i landskapet Pärnumaa i sydvästra Estland. Den ligger 120 km söder om huvudstaden Tallinn.